# Sistematika gljiva
Ova sistematika gljiva sadrži klasifikaciju svih gljiva do razine razreda.
Gljive su dugo smatrane biljkama, što se još i danas ogleda u činjenici da znanstvenici koji proučavaju gljive često rade u botaničkim institutima. Međutim, gljive su danas svrstane u zasebno carstvo. Danas se plijesne gljivice (Mycetozoa) i jajaste gljivice (Oomycota) ne smatraju pravim gljivama, i svrstava ih se u carstvo protista (Protista).
Jedan oblik taksona koji se smatra zastarjelim su Deuteromycetes (nesavršene gljive), gljive bez ili s nepoznatim spolnim razdobljem života. Suvremene metode molekularne biologije razjasnile su, da ih većina spada u Ascomycota kao i u Basidiomycota.
Lišaji su simbiotski oblici životne veze između gljive i alge i/ili cijanobakterije. Znanstveno ime jednog lišaja, primjerice Xanthoria parietina, jednostavno je ravnopravno imenu gljive.
Carstvo gljive (Fungi)
- Odjeljak Chytridiomycota
  - Chytridiales
  - Blastocladiales
  - Monoblepharidales
  - Neocallimasticales
  - Spizellomycetales
- Odjeljak Zygomycota
  - Zygomycetes
  - Trichomycetes
- Odjeljak Glomeromycota
  - Glomeromycetes
- Odjeljak Ascomycota
  - Archaeoascomycetes
  - Hemiascomycetes
  - Euascomycetes
- Odjeljak Basidiomycota
  - Basidiomycetes
  - Ustilaginomycetes
  - Urediniomycetes

## Konvencije nazivlja
Kao što je uobičajeno u biologiji, i u znanstvenim nazivima takse gljiva postoje konvencije za sufikse hijerarhije sistematike:
- -mycota : Odjeljak
- -mycotina : Pododjeljak
- -mycetes : Razred
- -mycetideae : Podrazred
- -ales : Red
- -ineae : Podred
- -aceae : Porodica
- -oideae : Potporodica
- -ieae : Tribus
- -inae : Podtribus